# Oleg Walerjewitsch Prozenko
Oleg Walerjewitsch Prozenko (russisch Олег Валерьевич Проценко, engl. Transkription Oleg Protsenko; * 11. August 1963 in Solzy) ist ein ehemaliger russischer Dreispringer, der für die Sowjetunion startete.
1984 siegte er bei den Wettkämpfen der Freundschaft. Im Jahr darauf wurde er Vierter bei den Hallenweltspielen 1985 und Zweiter beim Weltcup 1985.
Bei den Europameisterschaften 1986 in Stuttgart gewann er Bronze.
1987 holte er Silber bei den Hallenweltmeisterschaften in Indianapolis und wurde Achter bei den Weltmeisterschaften in Rom.
Bei den Olympischen Spielen 1988 in Seoul wurde er Achter und bei den Europameisterschaften 1990 in Split Vierter.

## Persönliche Bestleistungen
- Dreisprung: 17,75 m, 10. Juni 1990, Moskau
  - Halle: 17,67 m, 15. Januar 1987, Osaka (ehemaliger Hallenweltrekord)